# Konstantin Georgijewitsch Paustowski
Konstantin Georgijewitsch Paustowski (russisch Константин Георгиевич Паустовский, wiss. Transliteration Konstantin Georgievič Paustovskij; * 19. Maijul. / 31. Mai 1892greg. in Moskau; † 14. Juli 1968 ebenda) war ein russischer Schriftsteller und Journalist.

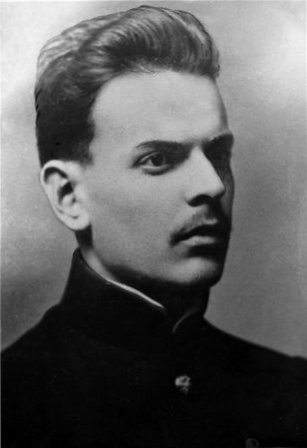
Konstantin Paustowski (um 1915)

## Leben
Sein Vater, ein Nachkomme von Kosaken, war als Statistiker bei der Eisenbahn beschäftigt. Seine Mutter entstammte einer polnischen Intellektuellenfamilie. Bedingt durch den Beruf des Vaters zog die Familie in den Anfangsjahren oft um, bis sie sich letztlich in Kiew niederließ, wo Konstantin Paustowski das Gymnasium besuchte. Einer seiner Mitschüler war Michail Bulgakow. Während seiner Schulzeit verließ der Vater die Familie, was erhebliche Einschränkungen mit sich brachte. 1912 nahm Konstantin Paustowski ein Studium an der dortigen Universität auf. Nachdem er anfangs die Studienfächer Mathematik und Physik gewählt hatte, wechselte er bald ins Fach Philosophie. Zwei Jahre später wechselte er an die Moskauer Universität; der Erste Weltkrieg unterbrach das Studium jedoch zunächst.
Während des Krieges war Paustowski als Sanitäter in einem Lazarettzug tätig. Den Rückzug musste seine Einheit durch Polen und Belarus absolvieren. Nachdem zwei seiner Brüder an der Front gefallen waren, kehrte er zu seiner Mutter nach Moskau zurück. Er verließ Moskau bald wieder und nahm verschiedene Beschäftigungen in Jekaterinoslaw, dem heutigen Dnipro, sowie in Taganrog an. Er arbeitete u. a. in metallverarbeitenden Fabriken sowie als Fischer.
Die Februarrevolution und die Oktoberrevolution erlebte Paustowski in Moskau. Nach dem Sieg der Sowjetmacht begann er als Journalist zu arbeiten. Berufsbedingt hielt er sich daraufhin einige Zeit in Odessa und Tiflis auf. 1930 kehrte er nach Moskau zurück und begann als Redakteur tätig zu werden. In den 1930er Jahren begann er als Journalist für die Prawda sowie für verschiedene Zeitschriften, wie 30 Tage, Unsere Errungenschaften zu arbeiten.
Während des Zweiten Weltkrieges war Paustowski als Kriegskorrespondent an der Südfront eingesetzt. In den Jahren von 1948 bis 1955 lehrte er am Maxim-Gorki-Institut Literatur.
Anfang der 1960er Jahre war Marlene Dietrich zu Besuch in Moskau. Als sie gefragt wurde, was sie in Moskau unternehmen wolle, antwortete die Schauspielerin, dass sie schon seit langer Zeit plane, einmal Paustowski zu treffen. Als Paustowski ihr Konzert besuchte, fiel Dietrich vor dem Schriftsteller auf die Knie und küsste seine Hand.
Er starb am 14. Juli 1968 in Moskau.

## Literarisches Wirken

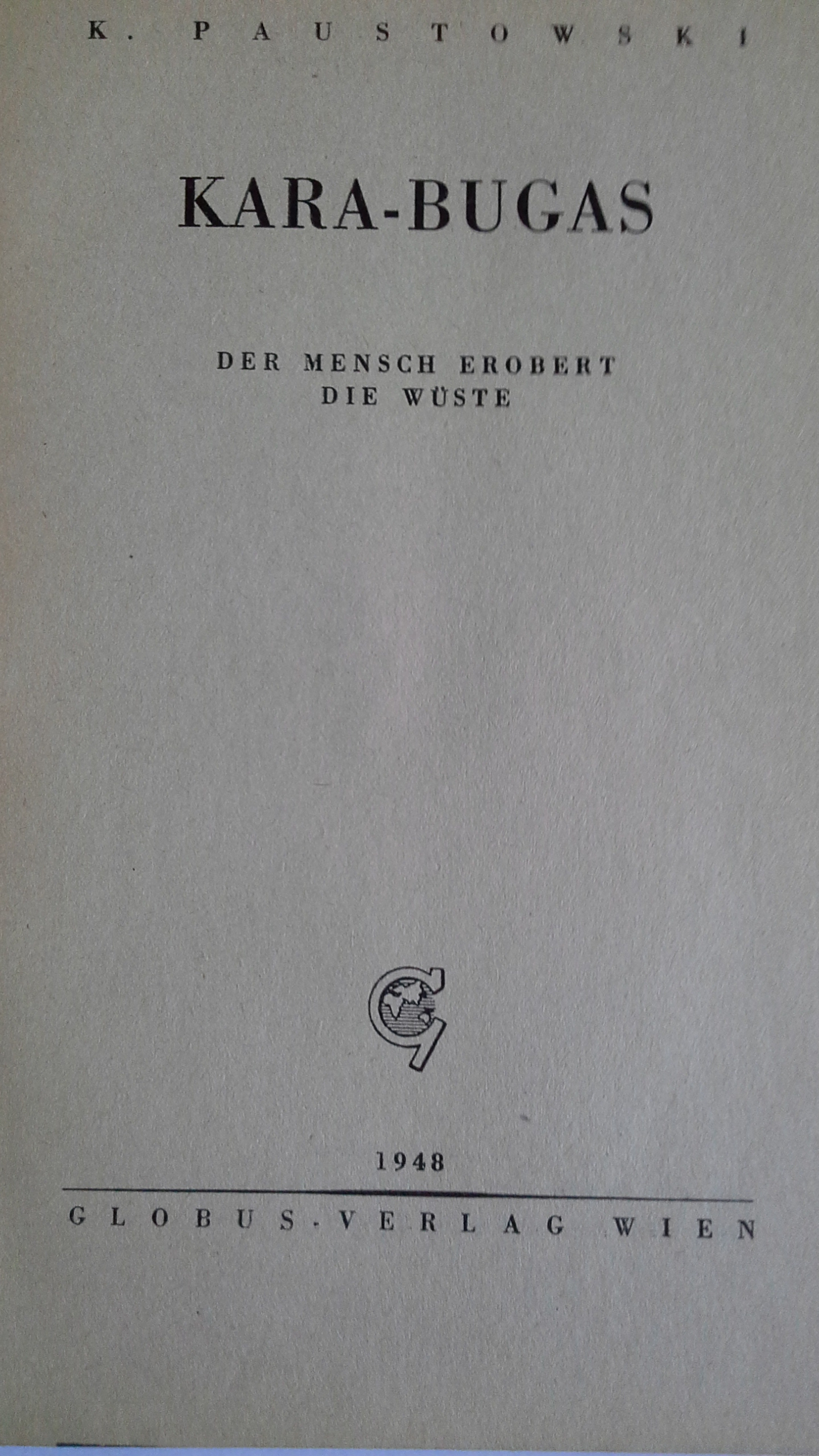
Deutschsprachige Ausgabe von Kara-Bugas

Bereits in der Schulzeit unternahm Konstantin Paustowski erste schriftstellerische Versuche. Nachdem er sich erst in der Lyrik probiert hatte, wechselte er bald zur Prosa. Erste Erzählungen wurden veröffentlicht, wie Am Wasser (На воде) und Die Vier in den Jahren 1911 und 1912. Seine ersten Schriften waren beeinflusst von Alexander Grin und den Schriftstellern der Odessaer Schule, wie Isaak Babel, Walentin Katajew sowie Juri Olescha. Während des Ersten Weltkrieges schuf er einige Sketche, von denen einige veröffentlicht wurden. Sein erstes Buch Erzählungen über das Meer wurde 1925 veröffentlicht, fand jedoch nur geringe Beachtung. 1927 folgte Minetosa und zwei Jahre später die romantische Novelle Leuchtende Wolken. In den 1930er Jahren besuchte Paustowski verschiedene Baustellen und pries die industrielle Umgestaltung des Landes. In diese Schaffensperiode fielen die Erzählungen Kara-Bugas (Кара-Бугаз – 1932) und Kolchida (Колхида) aus dem Jahr 1934. Für Kara-Bugas erhielt Paustowski mehrere Preise. Das Buch erschien in deutscher Sprache 1948 im Globus-Verlag Wien in der Übersetzung von Ruthenberg.
1935 erschien seine Erzählung Romanzen (Романтики) – entstanden in der Zeit von 1916 bis 1923. Sie ist ein Spiegelbild der Erlebnisse und Gefühle seiner Jugend. In seinen späteren Erzählungen Gespräch über den Fisch, Hafen im Gras und andere beschrieb er seine Zeit, die er in Taganrog verbrachte. Paustowski begann sich zunehmend auf historische Sujets zu konzentrieren wie in der Nördlichen Novelle aus dem Jahr 1938. In den späten 1930er Jahren wurde die russische Natur zunehmend zu einem zentralen Thema und Leitmotiv. Dies zeigt sich in der Erzählung Sommertage aus dem Jahr 1937. 1948 schrieb er das Märchen der Wälder.
Als Paustowskis bedeutendstes Werk gilt seine sechsbändige Autobiografie Erzählungen vom Leben (Повесть о жизни), die in der Zeit von 1945 bis 1963 entstand. 
1965 war er für den Nobelpreis für Literatur nominiert, der dann Scholochow zugesprochen wurde.
Paustowski ist außerdem als Autor von Schauspielen sowie Märchen bekannt.
Mehrere seiner Werke erschienen in französischer Übersetzung in der Sammlung Littératures soviétiques.

## Werke (Auswahl)
- Erzählungen vom Leben ("Повесть о жизни"), erschienen in sechs Bänden als:
  - Ferne Jahre ("Далекие годы"), 1946
  - Unruhige Jugend ("Беспокойная юность"), 1954
  - Beginn eines unbekannten Zeitalters ("Начало неведомого века"), 1956
  - Die Zeit der großen Erwartungen ("Время больших ожиданий"), 1958
  - Sprung nach dem Süden ("Бросок на юг"), 1960
  - Buch der Wanderungen ("Книга скитаний"), 1963
- Die Windrose und andere Erzählungen, Diogenes 1963 (Übersetzung von Rebecca Candreia)
- Neunzehn Erzählungen, Nymphenburger, München 1969
- Isaak Lewitan
- Begegnungen mit Dichtern
- Die Kolchis, 1934
- Die goldene Rose
- Regen in der Morgendämmerung
- Kostbarer Staub
- Warmes Brot
- Das Sternbild der Jagdhunde (Ausgewählte Erzählungen I), Diogenes, 1979
- Die Windrose (Ausgewählte Erzählungen II), Diogenes, 1979
- Erzählungen vom Leben (Unruhige Jugend, Beginn eines unbekannten Zeitalters, Die Zeit der großen Erwartungen), Nymphenburger, München 1981
- Unruhige Jugend (Erzählungen vom Leben), Fischer Taschenbuch, Juli 1983
- Beginn eines unbekannten Zeitalters (Erzählungen vom Leben), Fischer Taschenbuch, August 1983
- Die Zeit der großen Erwartungen (Erzählungen vom Leben), Fischer Taschenbuch, September 1983